# Хајдерабад (Пакистан)
Хајдерабад (урд. حيدر آباد) је град у Пакистану у покрајини Синд. Према попису из 2023. у граду је живело 1.921.275 становника.

## Становништво
Према процени, у граду је 2006. живело 1.417.082 становника.
| 1981.   | 1998.     | 2006.     |
| ------- | --------- | --------- |
| 751.529 | 1.151.274 | 1.417.082 |